# Ludwig Riedl
Ludwig Riedl, född 1858, död 6 augusti 1919, var en kulturpersonlighet i Wien under 1900-talets första årtionden, samt ägare av Café de l'Europe på Stephansplatz 8 i Wien.

## Biografi
Riedl föddes 1858. Kring sekelskiftet var han en framstående kulturpersonlighet i Wien, och ägare av Café Europa/Café de l'Europe, eller Café Riedl, som det också kallades. Café Riedl uppfördes av Wilhelm Fränkel 1874. Caféet var en populär mötesplats för officerer, diplomater och även av den kejserliga Habsburgfamiljen. Anton Kuh, som ofta skildrade caféet i sina skrifter, och Gustav Mahler, var två ofta återkommande gäster.
Riedl mottog flera internationella hedersmedaljer under sin tid som caféägare. Han var bland annat riddare av Frans Josefsorden med krigsdekoration, mottagare av Goldenes Verdienstkreuz mit der Krone och Wien stads Salvator-Medaille. Han hade även flera utländska titlar och medaljer. Karl Kraus konstaterade att han sannolikt hade flest medaljer av alla Wiens invånare.
Riedl hade även ett omfattande engagemang för Wien som stad. Han ägde flera hus och fastigheter i staden, var ordförande för husägarföreningen i 1. Bezirk, hederspresident i Marine-Militär-Vereines Tegetthof och hedersmedlem i den frivilliga brandkåren i Oersthof.
Det finns en byst av Riedl utanför en bostad han bodde i på Gersthofer Straße 65 i Wien. Riedl bidrog också till att renovera en staty över Johannes Nepomuk på gatan, och att bygga ett litet kapell över statyn för att skydda den. Detta kapell står 2020 fortfarande kvar i korsningen mellan Gersthofer Straße och Salierigasse i Wien.